# Lávka u Jiráskových sadů (Hradec Králové)
Lávka u Jiráskových sadů je pěší a cyklistická lávka, která spojuje kampus královéhradecké univerzity s Jiráskovými sady a zimním stadionem. 

## Popis
Most je tvořen ocelovou věšadlovou konstrukcí o jednom mostním poli. Nachází se nad pozůstatky pevnostního koridoru.
Oficiálně byla otevřena 14. června 2012 ve 22 hodin. Byla postavena společností M-Silnice podle návrhu česko-německého architekta Mirko Bauma. Je 75 metrů dlouhá a 4,5 metru široká, její stavba stála 26 milionů Kč, ze zhruba 85 % byla zaplacena dotacemi z fondů Evropské unie.